# Seznam japonských spisovatelů
Seznam japonských spisovatelů obsahuje přehled některých významných spisovatelů, narozených nebo převážně publikujících v Japonsku.

## A
- Kóbó Abe (1924–1993), prozaik a dramatik

## B
- Macuo Bašó (1644–1694), básník haiku

## Č
- Čikamacu Monzaemon (1653–1724), dramatik

## E
- Sanjútei Enčó (1839–1900), vypravěč
- Šúsaku Endó (1923–1996)

## I
- Tacuzó Išikawa (1905–1985), spisovatel

## J
- Eidži Jošikawa (1892–1962), prozaik, autor historických románů

## K
- Hitomi Kanehara (* 1983), současná spisovatelka
- Jasunari Kawabata (1899–1972), prozaik, nositel Nobelovy ceny za literaturu za rok 1968
- Morio Kita (1927–2011), prozaik
- Issa Kobajaši (1763–1827), básník haiku

## M
- Jukio Mišima (1925–1970), prozaik a dramatik
- Haruki Murakami (* 1949), spisovatel
- Rjú Murakami (* 1952), spisovatel

## N
- Nanao Sakaki (1923–2008), básník
- Sóseki Nacume (1867–1916), prozaik

## O
- Kenzaburó Óe (1935-2023), nositel Nobelovy ceny za literaturu za rok 1994
- Ono no Komači (asi 825 – asi 900), básnířka
- Jóko Óta (1903–1963)

## S
- Ihara Saikaku (1642–1693), básník a prozaik, zakladatel měšťanského románu
- Kodži Suzuki (* 1957), populární spisovatel

## Š
- Izumi Šikibu (asi 976 – po roce 1033), básnířka
- Murasaki Šikibu (973–1014 nebo 1025), autorka jednoho z prvních románů na světě Příběh prince Gendžiho

## U
- Haruo Umezaki (1915–1965), prozaik

## Y
- Mari Yonehara (1950–2006), spisovatelka a překladatelka

## Z
- Zeami Motokijo (cca 1363 – cca 1443), dramatik